# Beaupreopsis paniculata
 Beaupreopsis es un género monotípico de arbusto perteneciente a la familia de las proteáceas. Su única especie: Beaupreopsis paniculata, es un endemismo de Nueva Caledonia.

## Características
Son arbustos, que raramente exceden los 1,50 m de altura, con pocas ramas gruesas y dispersas. Tienen hojas pseudo-verticiladas de (5.10 x 0, 20-0, 60 cm), más o menos dentadas o lobuladas en el ápice, cuneadas en la base, coriáceas, la venación es poco prominente, el peciolo corto y robusto.
Las flores son pequeñas, blancas o rosadas en panículas terminales de 20 a 50 cm. Los frutos son pequeños y peludos, que contiene una sola semilla.

## Ecología
Se encuentra en los suelos de las rocas ultramáficas, que son terrenos mineros, y han sido un refugio para muchas especies de plantas nativas de Nueva Caledonia, ya que son tóxicos y su contenido mineral se adapta mal a la mayoría de las especies foráneas de plantas. En Nueva Caledonia ejemplos de tales suelos tienen comúnmente un exceso de magnesio, además de altas concentraciones de fitotóxicos compuestos de metales pesados tales como níquel.
Las flores asociadas a las rocas ultramáficas altamente niquelíferas son herramientas indicativas para la exploración minera.

## Taxonomía
Beaupreopsis paniculata fue descrito por (Brongn. & Gris) Virot y publicado en Flore de la Nouvelle Calédonie et Dépendances 2: 15. 1968.
Sinonimia
- Cenarrhenes paniculata Brongn. & Gris basónimo[6]